# Habranthus pictus
Habranthus pictus är en amaryllisväxtart som beskrevs av Pierfelice Ravenna. Habranthus pictus ingår i släktet Habranthus och familjen amaryllisväxter. Inga underarter finns listade i Catalogue of Life.